# Victorwithius gracilimanus
Espèce
Synonymes
- Parawithius gracilimanus Mahnert, 1979

Victorwithius gracilimanus est une espèce de pseudoscorpions de la famille des Withiidae.

## Distribution
Cette espèce est endémique d'Amazonas au Brésil. Elle se rencontre vers Manaus.

## Description
Victorwithius gracilimanus mesure de 1,8 à 2,3 mm.

## Publication originale
- Mahnert, 1979 : Pseudoskorpione (Arachnida) aus dem Amazonas-Gebiet (Brasilien). Revue Suisse de Zoologie, vol. 86, no 3, p. 719-810 (texte intégral).